# President's Cup (pallanuoto)
La President's Cup è una competizione pallanuotistica maschile nazionale istituita dalla Aquatic Sports Association of Malta (ASA of Malta).
Il trofeo viene assegnato annualmente dal 1996 in gara unica e si tratta di una supercoppa che viene contesa tra la vincitrice del campionato e quella dei Knock-outs; nel caso in cui i due trofei abbiano lo stesso vincitore subentra il secondo classificato del campionato.

## Albo d'oro
| Anno | Campione   | Finalista  | Ris. |
| 1996 | San Giljan | Neptunes   | 12-8 |
| 1997 | Sliema     | Sirens     | 4-2  |
| 1998 | Sliema     | Marsaxlokk | 9-6  |
| 1999 | Neptunes   | Sliema     | 8-7  |
| 2000 | Sirens     | Sliema     | 7-5  |
| 2001 | Sirens     | Sliema     | 7-6  |
| 2002 | Sirens     | Sliema     | 7-5  |
| 2003 | Sirens     | Sliema     | 7-5  |

| Anno | Campione | Finalista | Ris.      |
| 2004 | Neptunes | Sliema    | 7-4       |
| 2005 | Sliema   | Sirens    | 9-4       |
| 2006 | Neptunes | Sirens    | 7-6       |
| 2007 | Neptunes | Sirens    | 9-8       |
| 2008 | Sliema   | Neptunes  | 12-9      |
| 2009 | Neptunes | Sliema    | 10-5      |
| 2010 | Sliema   | Neptunes  | 16-15 rig |
| 2011 | Neptunes | Sliema    | 12-11     |

## Vittorie per squadra
| Pos. | Squadra    | Vittorie |
| ---- | ---------- | -------- |
| 1    | Neptunes   | 6        |
| 2    | Sliema     | 5        |
| 3    | Sirens     | 4        |
| 4    | San Giljan | 1        |